# 悉尼 (俄亥俄州)
悉尼（英語：Sidney）是美国俄亥俄州谢尔比县一个城市。2010年人口普查时人口为21,229人。它以英国诗人菲利普·西德尼爵士命名，是谢尔比县的县城。 此外，许多城市的小学也以著名作家为名，如艾默生，龙佛罗和惠蒂尔。 悉尼是1964年全美城市奖的获得者。 2009年是纪录片45365的主题。